# Wilnis
Wilnis est un village situé dans la commune néerlandaise de De Ronde Venen, dans la province d'Utrecht. Le 1er janvier 2004, le village comptait 6 683 habitants.
Wilnis a été une commune indépendante jusqu'au 1er janvier 1989. À cette date, elle fusionne avec Mijdrecht et Vinkeveen en Waverveen pour former la nouvelle commune de De Ronde Venen. Le 8 septembre 1857, la commune d'Oudhuizen est rattaché à Wilnis.